# Gao Xingjian
En aquest nom xinès, el cognom és Gao.
Gao Xingjian (en xinès: 高行健, en pinyin: Gāo Xíngjiàn) (Ganzhou, Xina, 1940) és un escriptor francès, d'origen xinès, guardonat amb el Premi Nobel de Literatura l'any 2000.

## Biografia
Va néixer el 4 de gener del 1940 a la ciutat de Ganzhou, població situada a la província de Jiangxi. Va estudiar francès a la Universitat de Pequín, i després de llicenciar-se va treballar com a traductor d'aquest idioma. El 1987, s'exilià a França perseguit per la censura del govern xinès, país al qual no ha retornat, i l'any 1998 aconseguí la nacionalitat francesa.

## Obra literària
La seva obra reflecteix influències del modernisme, el teatre de l'absurd i la gran narrativa realista del segle xix, i comprèn tant el teatre com la poesia o la prosa, si bé la seva fama mundial es deu sobretot a la novel·la La muntanya de l'ànima, narració d'un viatge per la Xina descrita amb gran lirisme.
A la dècada del 1980 va ser contractat com a guionista del Teatre Popular de les Arts de Pequín, on el 1982 es va representar la seva primera obra, El senyal d'alarma, escrita en col·laboració amb Liu Huiyuan. La seva segona obra, L'estació d'autobusos, es va estrenar el 1983 i, en la representació, aquesta obra seguia una peça curta de Lu Xun, el protagonista de la qual acabava posant-se en la cua d'una parada d'autobusos, enllaçant així les dues obres. Aquesta obra, la més famosa de les seves composicions per a teatre, té certes similituds amb Tot esperant Godot de Samuel Beckett, amb un toc de darwinisme social.
La «Campanya contra la Contaminació Intel·lectual» empresa pel govern xinès a mitjan dècada del 1980 li va causar problemes amb la censura, i l'estrena de la seva tercera obra, L'home salvatge, es va posposar fins al 1985. A partir del 1986, es va prohibir la representació de les seves obres noves, i s'exilià a França l'any següent.
L'any 2000, fou guardonat amb el Premi Nobel de Literatura per una obra de validesa universal, de penetracions amargues i d'enginy lingüístic, que ha obert nous camins a la novel·la i al drama xinès, i és el primer autor en llengua xinesa a rebre aquesta distinció. Les autoritats de Pequín rebutjaren la concessió del Premi Nobel a aquest autor, que qualifiquen de «pèssim escriptor».

### Obres seleccionades
Teatre
- 1982: 绝对信号 (Juéduì xìnhào, El senyal d'alarma)
- 1983: 车站 (Chēzhàn, L'estació d'autobusos)
- 1984: 野人 (Yěrén, L'home salvatge)

Novel·la
- 1989: 灵山 (La muntanya de l'ànima)
- 1998: 一个人的圣经 (Un home sol)